# Повесть об абхазском парне
«Повесть об абхазском парне» — советский фильм 1977 года, снятый на киностудии «Грузия-фильм» режиссёром Александром Жгенти.
Фильм памяти артиллериста, Героя Советского Союза Владимира Харазия, погибшего под Харьковом в 1942 году; главную роль — и свою единственную — сыграл не актёр, а тогда молодой инженер-физик Адгур Инал-Ипа, который погибнет в 1993 году при штурме Сухуми во время грузинско-абхазской войны.

## Сюжет
В начале фильма звучат стихи поэта Баграта Шинкубы посвящённые Владимиру Харазия, что слава его «взошла над вершинами снежно-седыми…».
Володя Харазия из абхазского села живёт простым парнем. Он влюблён в Нуну, однако, её отец считает, что ещё рано думать и о свадьбе, и Володя с помощью друга похищает любимую... но теперь с неё его разлучает начавшаяся война.

Киноповесть о герое должна была рассказать о нём так, чтобы зритель узнал Владимира Харазия поближе. Показаны предвоенные годы, ничем не потревоженные быт и обыденность. Нарядны домики абхазского селения на берегу Черного моря, в котором Владимир купался и ловил рыбу, величественны горы, куда он ходил с отцом охотиться. Привлекательна атмосфера действия, располагает к себе среда, окружающая семью Владимира Харазия.— Л. Х Маматова — Ветви могучей кроны. — М.: Искусство, 1986. — 238 с. — стр. 31
Окончив военное училище, Володя принимает командование артбатареей и в 1942 году участвует в сражении на Харьковском направлении.
Артиллеристы получают задание прикрыть передислокацию советских войск и как можно дольше сдерживать наступление фашистов.
В неравном бою, выдержав несколько атак, когда расчёт выбит, Володя остаётся один против десятка немецких танков… он погибнет, но уничтожит их почти все.

## В ролях
- Адгур Инал-Ипа — Владимир Харазия
- Роланд Какауридзе — Эмилио Габисония
- Константин Степанков — Фаворов, майор
- Игорь Копченко — Сорокин, старшина
- Майя Канкава — Нуну
- Г. Карселадзе — отец Владимира
- Лиа Капанадзе — мать Владимира
- Сергей Габниа — отец Нуну
- Владимир Гуляев — эпизод
- Виктор Лазарев — старик
- Евгения Лыжина — старуха
- и другие

В фильме снимались войска Краснознаменного Закавказского Военного округа.

## Критика
При в целом положительной оценке фильма критики отмечали, что «авторы, к сожалению, не смогли достаточно многогранно обрисовать характер главного героя», так Л. Х Маматова писала, что:

…душа и мысли героя остаются загадкой. Рисуя будни и праздники, отношения Владимира с отцом, матерью, сестрой и любимой девушкой авторы остаются на уровне схемы. Даже в момент решающего боя, когда Владимир, незадолго перед тем раненный и едва оправившийся, получает приказ силами своей батареи задержать танки противника, когда рвутся снаряды, падают с хрипом лошади, гибнут люди, корежатся пушки, герой на экране будет хранить холодную маску человека «со стальным сердцем».